# Urgleptes bruchi
Urgleptes bruchi är en skalbaggsart som först beskrevs av Julius Melzer 1932.  Urgleptes bruchi ingår i släktet Urgleptes och familjen långhorningar. Inga underarter finns listade i Catalogue of Life.